# Lactonă

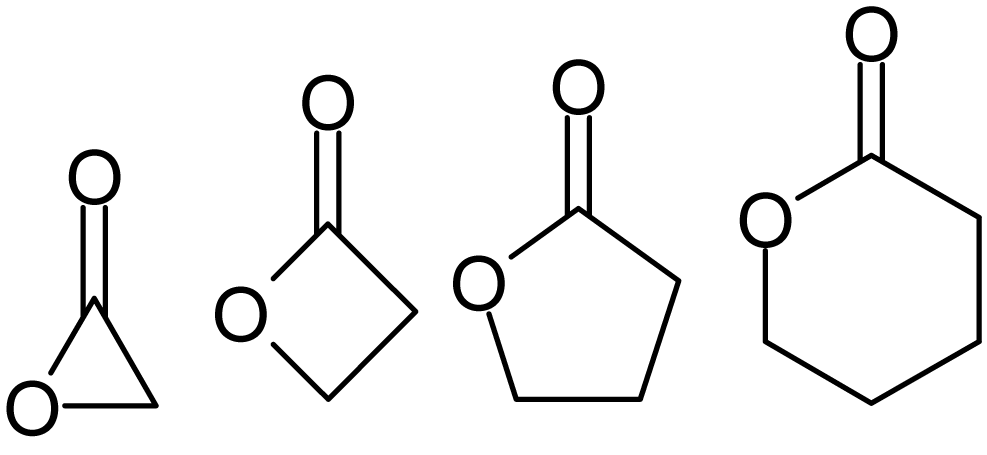
Nomenclatura lactonelor: α-acetolactonă, β-propiolactonă, γ-butirolactonă și δ-valerolactonă

Lactonele sunt compuși heterociclici, esteri ciclici ai hidroxiacizilor, care conțin o structură de 1-oxacicloalcan-2-onă.  Lactonele se formează în urma esterificării intramoleculare a anumitor hidroxiacizi; această reacție are loc spontan când ciclul care se formează conține cinci sau șase atomi. Lactonele macrociclice sunt denumite macrolactone.

## Obținere
Lactonele cu cicluri formate din trei sau patru atomi (α-lactonele și β-lactonele) sunt foarte reactive, și de aceea sunt și foarte greu de izolat. Este nevoie de metode speciale pentru sinteza de laborator a lactonelor cu cicluri mici, dar la fel și pentru cele cu cicluri cu mai mult de șase atomi. 

## Proprietăți
Cele mai stabile structuri lactonice sunt cele care conțin 5 sau 6 atomi, în care tensiunea dintre atomi este minimă.
Reacțiile chimice pe care le dau lactonele sunt similare cu cele ale esterilor: hidroliză, reducere, aminoliză, polimerizare (la poliesteri) și reacția Michael.

## Exemple

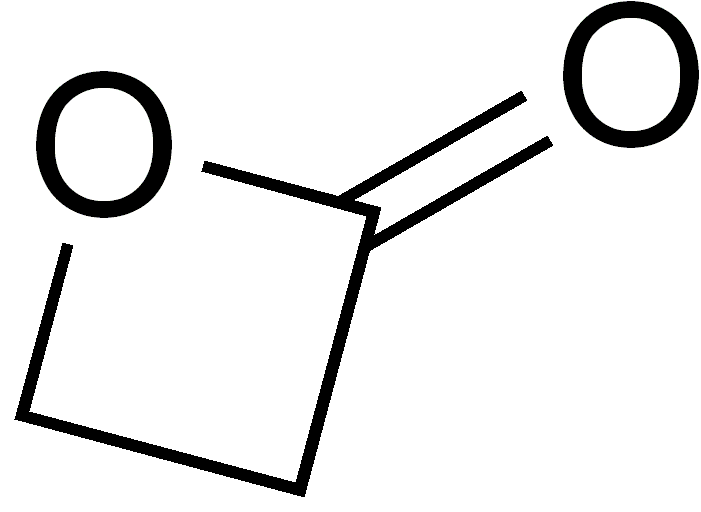
β-propiolactonă
γ-butirolactonă (GBL)
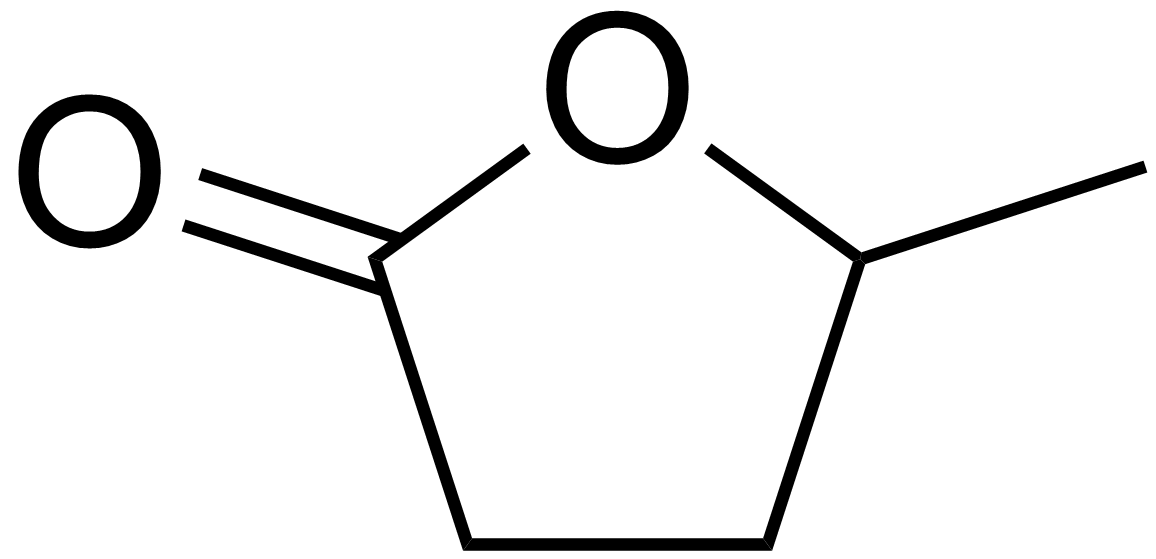
γ-valerolactonă (GVL)
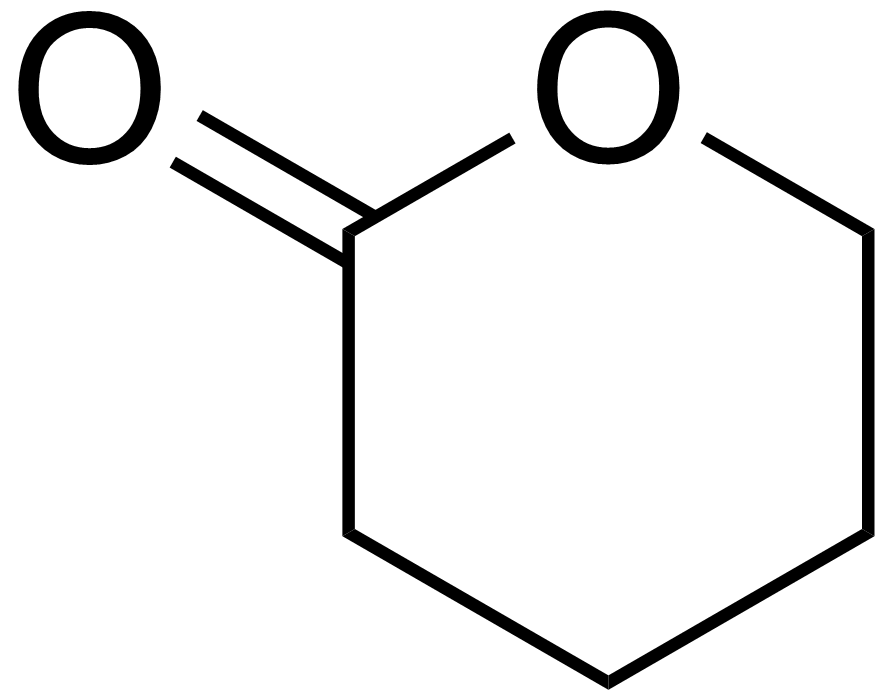
δ-valerolactonă
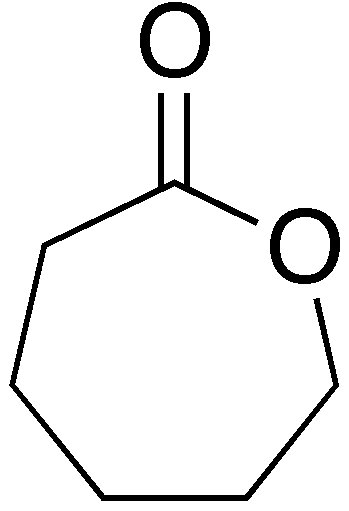
ε-caprolactonă
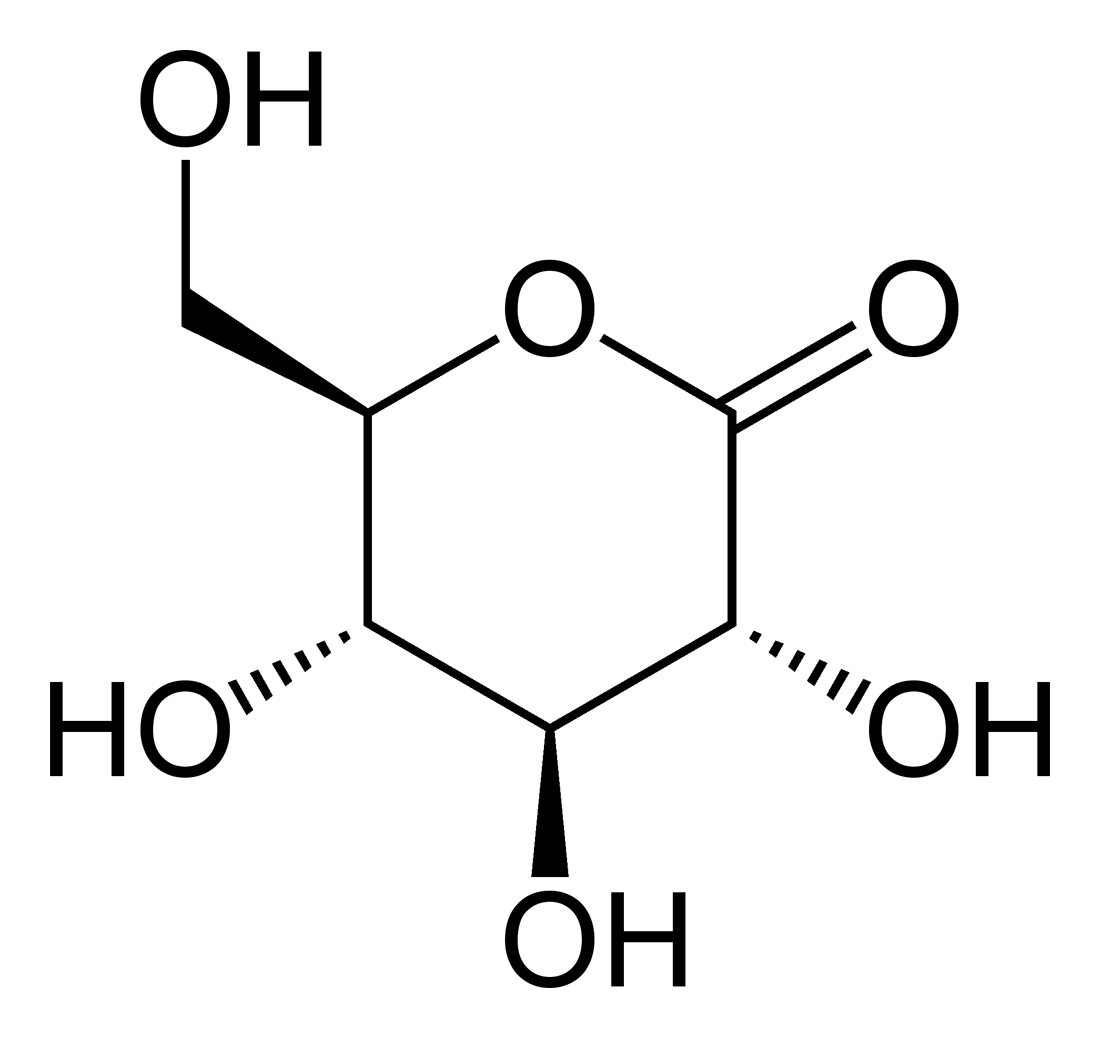
D-glucono-δ-lactonă (E575)

- Butenolidă
- Macrolide
- Cardenolide, bufadienolide